# Ermita de Santa Ana (San Vicente de Alcántara)
La ermita de Santa Ana es un templo de culto de la iglesia católica situado en el municipio de San Vicente de Alcántara en la provincia de Badajoz perteneciente a la comunidad autónoma de Extremadura en España, al norte de Badajoz y muy próxima a la frontera con Portugal. 

## Estructura constructiva
La ermita es de proporciones reducidas y su interior, de estilo barroco, está cubierto con pinturas decorativas de figuras y otros motivos varios. La fecha más probable es hacia 1760 y ocupan la nave y el presbiterio. Se construyó a principios del siglo XVIII, con cargo económico a los vizcondes de la Torre de Albarragena. Tiene una sola nave con dos tramos sostenida con arco de medio punto y bóveda de cañón con lunetos que son bóvedas secundarias en forma de media luna que se utiliza para dar luz a la bóveda principal. El presbiterio parece de mayor antigüedad, tiene planta cuadrada, más alta que la nave, y se cubre con una cúpula semiesférica sobre pechinas que son triángulos esféricos, presentando una superficie limitada por tres arcos de circunferencia. Presenta decoración  barroca, con una que recorre toda la nave, con adornos de estuco, representando diversos temas decorativos de flora y fauna.
Su estructura periférica está compuesta de mampostería y de piedra con revoque de cal, lo que le da una apariencia unitaria. La fachada principal es un solo lienzo rematado por un frontón muy sencillo. Una cornisa de poco voladizo continúa por los laterales. La portada es muy sencilla, con los pies de piedras sin ningún tipo de labrado que configuran el vano y sobre la que hay un sencillo frontón partido. El revoque de los muros presenta características y colores distintos en cada uno de los dos cuerpos. En la zona inferior aparece un  zócalo uniforme de textura y color diferente de los otros dos. Los muros se han hecho con una mampostería irregular compuesta por ladrillos, piedras de mediana escuadría que no valen para las esquinas, cascote, etcétera, y que aparece en la totalidad de la construcción. 
La obra se compone de planta con dos zonas bien diferentes: un presbiterio al fondo formando la cabecera y una nave dividida en dos tramos que corresponde al tramo añadido, de menor altura. La cabecera o presbiterio se cubre con una cúpula de media naranja, es decir, una «bóveda gallonada», también denominada «cúpula gallonada» por la similitud de los «gajos» de las naranjas, con ocho nervaduras de ladrillo moldurado que se unen en el óculo sobre el que se alza otra de igual estructura. En la zona inferior hay sencillos lunetos, llamados algunas veces luneta por tener forma de bóveda secundaria en forma de «media luna» que se utiliza para dar luz a la bóveda principal. Los lunetos encierran una serie de medallones, todo ello formado por ladrillo y estuco, proporcionando una decoración de gran riqueza.

## Decoración interior
El aspecto más valiosos y atractivo de la ermita lo constituyen, además de los elementos arquitectónicos citados, son las pinturas, que ocupan la totalidad de los muros y cubiertas. El otro aspecto, posiblemente todavía más interesante, corresponde a los «motivos figurativos» que cubren totalmente los dos tramos de la cubierta de la nave y la zona superior de los muros. Consisten en un entrecruzamiento de roleos, tarjas, y todo una serie de diseños de fauna y flora, que se desarrollan cubriendo los arcos, lunetos, medias lunas, etc. para constituir una complicada red donde se mezclan motivos de diseño rococó con otros de  estilo medieval. Se distingue a Dios Creador, Santa Ana, San Vicente Mártir, Santo Domingo, San Lorenzo, etc. La obra debe estar fechada a mediados del siglo XVIII.